# رودزیای جنوبی
رودزیای جنوبی نام یک مستعمره بریتانیایی در شمال رود لیمپوپو در شمال اتحادیه آفریقای جنوبی بوده‌است. امروزه در این منطقه کشور زیمبابوه واقع شده‌است. این منطقه در سال ۱۹۶۵ استقلال یافت و در سال ۱۹۸۰ این کشور به دست اکثریت آفریقایی تبارش افتاد و به زیمبابوه تغییر نام داد.